# Machaerium berteronianum
Machaerium berteronianum är en ärtväxtart som först beskrevs av Ernst Gottlieb von Steudel, och fick sitt nu gällande namn av Ignatz Urban. Machaerium berteronianum ingår i släktet Machaerium och familjen ärtväxter. Inga underarter finns listade i Catalogue of Life.